# Masanobu Matsunami
Masanobu Matsunami (松波 正信 Matsunami Masanobu?), född 21 november 1974 i Gifu prefektur, är en japansk före detta fotbollsspelare.
Matsunami började sin karriär 1993 i Gamba Osaka. Han spelade 280 ligamatcher för klubben. Med Gamba Osaka vann han japanska ligan 2005. Han avslutade karriären 2005.